# 南部運動
南部運動(アラビア語: الحراك الجنوبي)、南部分離独立派運動、南イエメン独立運動、アル・ヒラークは、2007年からイエメン南部で活動している政治運動かつ準軍事組織であり、イエメン共和国からの離脱と独立を要求している。近年、南部運動の政治部門である南部暫定評議会が事実上、イエメン南部の主要な港湾都市や旧首都アデンを掌握している。

## 歴史

統一前のイエメン

1990年5月22日のイエメン人民民主共和国とイエメン・アラブ共和国の統合後、1994年にイエメン内戦が勃発した。この内戦は北部指導者が権力の拡大を主張する中で南部指導者が統一の解消を宣言した後に勃発した。 結果的に、南部勢力の早々の敗退でイエメン社会党の前事務総長や副大統領のアリー・サーレム・アル＝ベイドを含む南部指導者の多くがイエメンから追放された。
1994年の内戦後、南部独立の呼びかけは鎮圧され、統一は維持された。しかしながら南部の住民の間の不満は高いままであった。アリー・アブドッラー・サーレハ大統領が率いるサナアに拠点を置く新たな与党に対して、1990年の権力分割協定で両当事者が合意した権力分配構想の失敗はもちろんのこと、腐敗、縁故主義、不正選挙に対する批判が浴びせられた。
また、南部の住民は統一後、自分たちの土地や国の石油埋蔵量と富の資源の多くが搾取されていると感じていた。個人所有の土地は、北部のサナアの政府関係者の間で押収され、ばらまかれていた。南部の数十万の軍人と民間の従業員が早期退職を余儀なくされ、生活水準を下回る年金で埋め合わせが行われた。同様に低い生活水準はイエメン全体に広がっていたが、南部の住民は自分たちが意図的に標的にされ、政府の重要なポストを罷免され、新政府に属する北部の役人に取って代わられていると感じていた。アデンの街や旧首都南イエメンのアデン市は、新しい首都サヌアに投資が集中しているように見える一方で、経済的にも社会的にも無視されているようだった。
経済的な不満以上に文化的、社会的な不満があった。南部の住民は、自分たちが北部と異なる歴史的道を歩んできたと信じていたが、それが1990年の統一後はっきりと現れた。イギリスによる植民地支配の128年後、南イエメンは23年間独立国家だった。社会主義国家であった南部（イエメン人民民主共和国）はその後、援助国であるソ連の崩壊に伴う財政難にもかかわらず、自由な医療、教育、福祉制度を誇りとしていた。今日のアデンの住民は、外国語を話す人が多く、海外で国家主導の教育を受けて技術的なスキルを習得している。北部とは異なり部族主義は軽蔑的に見られ、一般的に南部の日常生活から打ち切られた。代わりにイギリスの統治によってもたらされた市民社会の法と秩序が好まれた。1994年の統一により、南部社会への部族主義の緩やかな復活が見られた。南部の住民は、北部からの住民を「mutikhalifeen」やそれより発展の遅れていると名指しすることは決して珍しいことではない。
2007年5月には、何年も支給が滞っており悲しみに暮れていた年金受給者たちは、より良い権利を要求する小規模なデモを組織し始め、南部の経済的および政治的疎外化を終結させた。抗議がアデンにも広がり人気が高まったことで、抗議した住民が同様の要求を行った。結局、南北離脱と独立国家としての南イエメンの再建のために、もう一度呼びかけが行われた。これらの平和的抗議に対する政府の対応は、彼らを「国家の背教者」と命名し群衆を追い払うために弾薬を使用するなど、高圧的なものであった。
このことが結局南部運動を生み出した。南部運動は、北からの完全な離脱を求めるグループの緩やかな連立によって成り立っているのだ。当時、南部運動の活動は当局によって抗議集会やデモ行進を計画することに制限されており、活動はしばしば致命的な暴力に遭っていた。南イエメンの旧旗を立てることは、アデン市においては犯罪とみなされた一方で、政府の締め付けが限られていた市外ではありふれた行為であった。

### 2015年以降
2015年、追放されていたアブド・ラッボ・マンスール・ハーディー大統領と緩やかな同盟を結び注目されるようになり、2015年のアデンの戦闘においてフーシ派の勢力に対抗するために重要な組織であることを証明し、結果的に、サウジ主導連合軍の人員から資金面と軍事面両方の支援を受けた。
今日、南部運動はその政治部門である南部暫定評議会を通して、旧南部共和国（イエメン人民民主共和国）の領土であった全ての地域において重要な存在となっている。元南部共和国の旗は、しばしば継続的な支援に対する感謝の印としてアラブ連合の旗と並んで、アデンからハドラマウトにまでたなびいている。

南部暫定評議会のロゴ

2018年1月に、南部暫定評議会は、2018年のアデンの戦闘後、ハーディーとの同盟から離脱した。現在、アイドルース・アッ＝ズバイディー率いる評議会は南東部の地方すべてを掌握している。
ロイター通信によると、1994年のイエメン統一のあと、南部運動の指導者はレバノン政府に統制されたヒズボラを追放され、イランのイスラム革命防衛隊から訓練を受けた。 2015年に、運動の指導者たちはアブダビに移動し、アラブ首長国連邦と同盟を結び、イランの領域を立ち去った。ある南部当局者はロイター通信に対して、「彼らは我々の土地を手に入れようとするためにイランの民兵組織と戦いたがっているが、我々もそうしている。これは同盟が合意に達するには今のところ十分だ。」と述べた。